# 第12回英国インディペンデント映画賞
第12回英国インディペンデント映画賞は、2009年のイギリスのインディペンデント映画を対象とした賞である。授賞式は2009年12月6日にロンドンで行われた。

## 受賞とノミネート
太字は受賞。

### 作品賞
- 『月に囚われた男』
  - 『17歳の肖像』
  - 『フィッシュ・タンク』
  - In The Loop
  - 『ノーウェアボーイ ひとりぼっちのあいつ』

### 監督賞
- アンドレア・アーノルド – 『フィッシュ・タンク』
  - アーマンド・イヌアッチ – In The Loop
  - ダンカン・ジョーンズ – 『月に囚われた男』
  - ジェーン・カンピオン – 『ブライト・スター いちばん美しい恋の詩』
  - ロネ・シェルフィグ – 『17歳の肖像』

### ダグラス・ヒコックス賞 (新人監督賞)
- ダンカン・ジョーンズ – 『月に囚われた男』
  - アーマンド・イヌアッチ – In The Loop
  - ピーター・ストリックランド – Katalin Varga
  - サム・テイラー・ウッド – 『ノーウェアボーイ ひとりぼっちのあいつ』
  - サマンサ・モートン – The Unloved

### 主演男優賞
- トム・ハーディ – 『ブロンソン』
  - アーロン・ジョンソン – 『ノーウェアボーイ ひとりぼっちのあいつ』
  - アンディー・サーキス – Sex & Drugs & Rock & Roll
  - ピーター・キャパルディ – In The Loop
  - サム・ロックウェル – 『月に囚われた男』

### 主演女優賞
- キャリー・マリガン – 『17歳の肖像』
  - アビー・コーニッシュ – 『ブライト・スター いちばん美しい恋の詩』
  - エミリー・ブラント – 『ヴィクトリア女王 世紀の愛』
  - カティー・ジャーヴィス – 『フィッシュ・タンク』
  - ソフィー・オコネド – Skin

### 助演男優賞
- ジョン・ヘンショウ – 『エリックを探して』
  - アルフレッド・モリーナ – 『17歳の肖像』
  - ジム・ブロードベント –『くたばれ!ユナイテッド -サッカー万歳!-』
  - マイケル・ファスベンダー – 『フィッシュ・タンク』
  - トム・ホランダー – In The Loop

### 助演女優賞
- アンヌ＝マリー・ダフ – 『ノーウェアボーイ ひとりぼっちのあいつ』
  - ケリー・フォックス – 『ブライト・スター いちばん美しい恋の詩』
  - カーストン・ウェアリング – 『フィッシュ・タンク』
  - クリスティン・スコット・トーマス – 『ノーウェアボーイ ひとりぼっちのあいつ』
  - ロザムンド・パイク – 『17歳の肖像』

### 脚本賞
- In The Loop – ジェシー・アームストロング、サイモン・ブラックウェル、アーマンド・イヌアッチ、トニー・ローチ
  - 『17歳の肖像』 – ニック・ホーンビー
  - 『フィッシュ・タンク』 – アンドレア・アーノルド
  - 『月に囚われた男』 – ネイサン・パーカー
  - 『ノーウェアボーイ ひとりぼっちのあいつ』 – マット・グリーンハルシュ

### ニューカマー賞
- カティー・ジャーヴィス – 『フィッシュ・タンク』
  - クリスチャン・マッケイ – 『僕と彼女とオーソン・ウェルズ』
  - エドワード・ホッグ – White Lightnin’
  - ジョージ・マッケイ – The Boys Are Back
  - ヒルダ・ピーター – Katalin Varga

### 製作業績賞
- Bunny and the Bull
  - 『ブロンソン』
  - The Hide
  - 『Dr.パルナサスの鏡』
  - Katalin Varga

### 技術貢献賞
- 『ブライト・スター いちばん美しい恋の詩』 – 撮影に対して – グリーグ・フレイザー
  - Bunny and the Bull – 美術に対して – ゲイリー・ウィリアムソン
  - 『フィッシュ・タンク』 – 撮影に対して – ロビー・ライアン
  - 『月に囚われた男』 – 作曲に対して – クリント・マンセル
  - 『月に囚われた男』 – 美術に対して – トニー・ノーブル

### ドキュメンタリー賞
- Mugabe and the White African
  - The Age of Stupid
  - The End of The Line
  - Sons of Cuba
  - Sounds Like Teen Spirit

### 短編映画賞
- Love You More
  - Christmas with Dad
  - Leaving
  - Sidney Turtlebaum
  - Washdays

### 外国映画賞
- 『ぼくのエリ 200歳の少女』
  - 『イル・ディーヴォ 魔王と呼ばれた男』
  - 『ハート・ロッカー』
  - 『闇の列車、光の旅』
  - 『レスラー』

### レインダンス賞
- Down Terrace
  - Colin
  - 『アリス・クリードの失踪』
  - 『エグザム』
  - They Call It Acid

### リチャード・ハリス賞
- ダニエル・デイ＝ルイス

### バラエティ賞
- マイケル・ケイン

### 審査員特別賞
- Baz Bamigboye